# Hiệp hội Kiểm toán Nội bộ Hoa Kỳ
Hiệp Hội Kiểm Toán Nội Bộ Hoa Kỳ IIA (The Institute of Internal Auditors) là tổ chức nghề nghiệp quốc tế về Kiểm toán nội bộ duy nhất được thế giới công nhận. IIA được thành lập vào năm 1941 và hiện có hơn 185.000 hội viên đến từ hơn 190 quốc gia.
Hiệp Hội IIA là một hiệp hội chuyên nghiệp quốc tế với trụ sở toàn cầu tại Lake Mary, Florida, Hoa Kỳ. Thông thường, các thành viên làm việc trong ngành kiểm toán nội bộ, quản lý rủi ro, quản trị, kiểm soát nội bộ, kiểm toán công nghệ thông tin, giáo dục và bảo mật.
Trên toàn cầu, IIA có hơn 200.000 thành viên. IIA ở Bắc Mỹ bao gồm 159 chapters phục vụ hơn 70.000 thành viên ở Hoa Kỳ, Canada, Caribê (Aruba, Bahamas, Barbados, Quần đảo Cayman, Curacao, Jamaica, Puerto Rico, và Turks & Caicos), Bermuda và Trinidad & Tobago. Các thành viên IIA trên khắp Bắc Mỹ được hưởng các hội thảo trực tuyến miễn phí dành riêng cho thành viên và tiết kiệm thành viên trong các hội nghị quốc gia như Quản lý kiểm toán chung (GAM) và Hội nghị All Star. Trung tâm điều hành kiểm toán IIA, cung cấp cho giám đốc điều hành kiểm toán trưởng khả năng lãnh đạo và kết nối tư duy kịp thời và có liên quan đến các đồng nghiệp để đo điểm chuẩn và chia sẻ các thực tiễn tốt nhất.